# Ядерне горіння літію
Ядерне горіння літію — процес зоряного нуклеосинтезу, в якому літій перетворюється на інші елементи. Літій досить легко перетворюється на гелій, тому в речовині, яка досягла температури близько 2,5× 106 K літію майже не лишається. У результаті літій майже відсутній у маломасивних зорях, але наявний у маломасивних коричневих карликах, які ніколи не досягали необхідної для горіння літію температури. На цьому заснований так званий літієвий тест — спостережне розрізнення коричневих карликів і зір за наявністю чи відсутністю ліній літію у спектрі.

## Рівняння реакцій
Горіння найпоширенішого ізотопу літію, літію-7, відбувається внаслідок зіткнення 7Li і протона з утворенням нестійкого берилію-8, який швидко розпадається на два ядра гелію-4:
p + 7Li → 8Be (нестійкий) 
→ 2 4He
Температура, необхідна для цієї реакції, трохи нижча за температуру, необхідну для ядерного горіння водню, а конвекція, що в зорях малої маси охоплює весь об’єм зорі, забезпечує майже повне спалення літію.
Інший ізотоп, літій-6, перетворюється на літій-7 у такому ланцюжку реакцій:
p + 6Li → 7Be (нестійкий)	 	 	 
7Be + e− → 7Li + ν
А утворений літій-7 уже перетворюється на гелій за попереднім ланцюжком реакцій.	 	 	 
Горіння літію в молодій зорі типу T Тельця може тривати приблизно 100 мільйонів років, а в субзоряних об'єктах із масами менш як 60 MJ (мас Юпітера) воно не відбувається взагалі. Таким чином спостережувана кількість літію може бути використана для визначення віку або маси зорі.

## Літієвий тест
Використання літію для відрізнення коричневих карликів від маломасивних зір називають літієвим тестом. У найпростішому наближенні, літій наявний в спектрах коричневих карликів і відсутній у спектрах маломасивних зір. Це пояснюється тим, що надра маломасивних зір розігріті до температури ядерного горіння літію, а самі зорі повністю конвективні, так що літій спалюється в усьому об'ємі зорі, включаючи атмосферу. Натомість у коричневих карликах необхідна для ядерного горіння літію температура не досягається, і літій зберігається. 
Літієвий тест не ідеальний і має обмеження. Наймасивніші коричневі карлики (60–75 MJ) можуть бути достатньо гарячими, щоб спалювати свій літій, поки вони молоді.
Літієвий тест застосовний тільки для зір малих мас (<0,5 M☉). У масивніших зір, таких як Сонце, конвективною є лише зовнішня оболонка, і в ній літій може зберігатися, бо температура там не досягає температури ядерного горіння літію. Але такі зорі надто яскраві, щоб переплутати їх із коричневими карликами.